# Red Beard (arma nuclear)

Un arma de Barba Roja en su carro bomba, equipada con un portabomba antes de cargarla en un bombardero Canberra English Electric. Las dos placas verticales de proa y popa que se muestran con orificios eran deflectores exclusivos de la instalación de Canberra, diseñados para reducir los golpes de la corriente de aire que podrían arrancar las puertas de las bombas. Los deflectores se hicieron a partir de de espesor de madera contrachapada marina, perforado con numerosos agujeros de de diámetro. Las aletas traseras de la bomba están retraídas.

Red Beard fue la primera arma nuclear táctica británica. Fue transportado por el English Electric Canberra y los bombarderos V de la Royal Air Force (RAF); por los Blackburn Buccaneers, Sea Vixens y Supermarine Scimitars de la Royal Navy (RN), y por el Fleet Air. Arm (FAA). Desarrollado para el Requisito Operacional 1127 (OR.1127), fue introducido en 1961 y entró en servicio en 1962.  Fue reemplazado por el WE.177 a principios de la década de 1970 y se retiró en 1971. 

## Diseño
La Red Beard era un arma de fisión no potenciada que utilizaba un núcleo compuesto (núcleo mixto en la terminología británica de la época). El núcleo compuesto utilizaba plutonio apto para armas y uranio 235 apto para armas, y estaba destinado a minimizar el riesgo de detonación previa que era una característica de los diseños de plutonio de ese período con rendimientos superiores a 10 kilotones (kt). Un beneficio adicional del núcleo compuesto fue un uso más económico de material fisible. El diseño se probó dos veces durante la serie de pruebas nucleares de la Operation Buffalo en Maralinga, Australia, primero el 27 de septiembre de 1956 (en la cual una explosión de 15 kt formó una nube en forma de hongo resultante que se elevó a una altitud de 11 430 metros (12 500 yd)) y nuevamente el 22 de octubre de 1956. Aunque el concepto de diseño de la Red Beard era similar al de la ojiva del Blue Danube, un medio innovador de implosión significó que su tamaño total podría reducirse significativamente.[cita requerida]
Sus medidas eran de 3,66 metros (12,0 pies; 144,1 plg) de longitud, 0,71 metros (2,3 pies; 28,0 plg) de diámetro y un peso de aproximadamente 1750 libras (794 kg). Se produjeron dos versiones: el Mk.1, con un rendimiento de 15 kilotones, y el Mk.2, con un rendimiento de 25 kilotones. El Mk.2 estaba disponible en dos variantes, la n.º 1, utilizado por los bombarderos de gran altitud y la No 2, que estaba destinada a la entrega de bajo nivel mediante el método de toss bombing, y su 'tiro sobre el hombro' variante conocida como el sistema de bombardeo de baja altitud (LABS).
Las designaciones de servicio para la Red Beard en la Royal Air Force y la Royal Navy fueron:
- Bomb, Aircraft, HE 2,000 lb MC Mk.1 No.1
- Bomb, Aircraft, HE 2,000 lb MC Mk.1 No.2
- Bomb, Aircraft, HE 2,000 lb MC Mk.2 No.1
- Bomb, Aircraft, HE 2,000 lb MC Mk.2 No.2

Con un peso aproximado de 794 kilogramos (1750,5 lb), la Red Beard era considerablemente más ligera que las 2000 libras (907,2 kg) de la designación oficial del servicio, que se basó en el requisito técnico original.
Una mejora significativa con respecto al predecesor de Red Beard, el Blue Danube, fue la provisión de energía eléctrica para el mecanismo de disparo de la bomba y la fusión del altímetro del radar. El Blue Danube había usado 6 baterías de plomo-ácido de voltios que no eran fiables y que debían instalarse en el último minuto antes del despegue. También había riesgos potenciales asociados con descargas eléctricas "perdidas" en los mecanismos de disparo que podrían haber provocado una detonación accidental. La Red Beard usó turbinas gemelas de aire comprimido ubicadas en la nariz, desde las cuales no podría haber descargas perdidas antes del lanzamiento de la bomba. La entrada de aire se puede ver en el extremo de la nariz. Se agotaron a través de parches de 'explosión' en los lados de la nariz. Hasta el lanzamiento de la bomba, el arma extraía energía eléctrica del avión para calentar y precalentar las espoletas del radar.

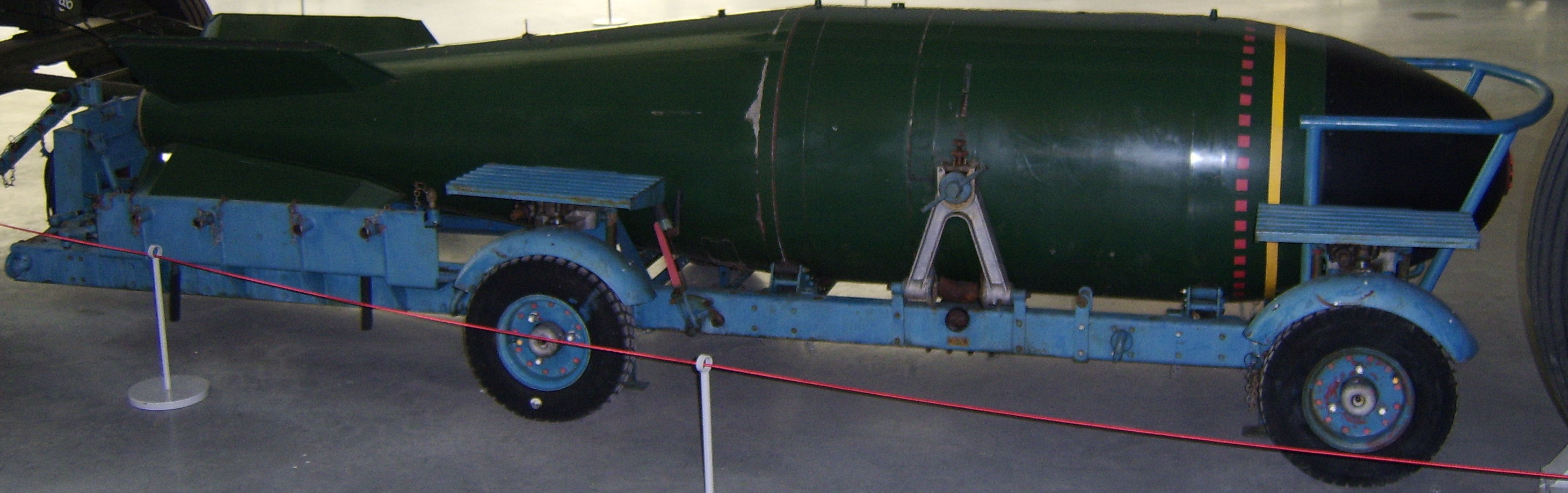
La carcasa de una Red Beard en el museo RAF Cosford (2007), que se muestra sin el arnés 'drop' y en la plataforma rodante normal.

Como el Blue Danube, el diámetro del cuerpo, de 0,71 metros (2,3 pies; 28,0 plg), fue mayor de lo deseable en relación con la longitud total de 3,66 metros (12,0 pies; 144,1 plg). Para compensar esta imperfección y estabilizar rápidamente la bomba después de su lanzamiento, la Red Beard estaba equipado con aletas traseras abatibles que se activaban neumáticamente, accionadas por un cordón conectado al avión.
Al igual que con el Blue Danube, los dispositivos de espoleta se componían de espoletas de radar gemelas que se activaban mediante una "puerta" barométrica después del lanzamiento. La puerta barométrica aseguró que las espoletas de radar solo se transmitieran en los últimos segundos de caída libre, a una altura de ráfaga calculada, y esta técnica minimizó la posibilidad de que las contramedidas de radar inhabiliten las espoletas de radar. Tenía un contacto de respaldo y espoletas de roze para asegurar la destrucción de la bomba en caso de un fallo de encendido.
Ninguna de las variantes permitía el armado en vuelo del núcleo fisible. El núcleo se insertaba antes del despegue, en un proceso denominado "carga de último minuto". Para los aviones portadores, el aterrizaje con el arma armada estaba prohibido y, en cambio, el avión se desviaría a una base aérea en tierra. Aunque la Royal Navy requirió que su avión Sea Vixen estuviera homologado para el transporte de la Red Beard como 'seguro' contra retrasos en el desarrollo del Blackburn Buccaneer, el Sea Vixen nunca se desplegó en el papel de ataque nuclear. Los primeros modelos estaban sujetos a severas limitaciones ambientales, especialmente cuando se cargaban en Scimitars en cubiertas de portaaviones de la Royal Navy expuestas en aguas del norte. Las variantes Mk.2 estaban mejor diseñadas para resistir condiciones extremas y, aparte de la diferencia de rendimiento, esta era la principal área de diferencia.
Cuando la bomba era lanzada por un bombardeo de lanzamiento de bajo nivel, la aeronave estaba casi siempre a una altitud menor que la altura de la explosión; así que, en efecto, la bomba no era realmente 'soltada', sino más bien lanzada y 'volada' hacia arriba en una trayectoria balística, para detonar cuando alcanzaba la altitud requerida.

## Servicio
La existencia de dispositivos Red Beard para las fuerzas de Canberra y los bombarderos V de la Royal Air Force ascendieron a 110. De estos, cuarenta y ocho se desplegaron en Chipre  para cumplir con los compromisos del Reino Unido con la Organización del Tratado Central (CENTO), cuarenta y ocho se desplegaron en RAF Tengah, Singapur,  para cumplir los compromisos con la Organización del Tratado del Sudeste Asiático (SEATO), y el resto se encontraba en Reino Unido. Según documentos archivados desclasificados, un total de treinta y cinco armas estarían almacenadas de forma repartida entre cinco portaaviones de la Royal Navy, mientras la infraestructura de suministro y revisión estaría en tierra. Se pensaba que los portaaviones (de fuentes similares) tenían cada uno una capacidad de almacenamiento con aire acondicionado para cinco armas Red Beard.
Antes de que se publicara el nombre en clave de la Red Beard en 1952, en los documentos oficiales se hacía referencia con frecuencia a él como 'Javelin Bomb', porque originalmente se concibió como un arma para el 'bombardero Javelin de ala delgada', un derivado proyectado de la Gloster Javelin (de ala gruesa) para todo clima. La designación "bomba marcadora de objetivos" era un eufemismo utilizado para disfrazar la naturaleza de la bomba, de modo que sus dimensiones, pesos, etc. pudieran circular entre los diseñadores de aviones y equipos de aviones, sin comprometer la seguridad.
Fue reemplazado por el WE.177 a principios de la década de 1970.

## John Dolphin
El ingeniero jefe del Establecimiento de Investigación de Armas Atómicas (AWRE) en Aldermaston, el CBE John Dolphin trabajaba en el mecanismo de activación de la Red Beard. Posteriormente, en julio de 1959, Dolphin solicitó un premio económico ex gratia por su trabajo en el arma; pero fue rechazado. Su afirmación era que, aunque no era su trabajo hacerlo, inventó el dispositivo 'Rotary Hot Line' que finalmente se convirtió en el detonante de la bomba Red Beard (y que se utilizó en todas las bombas termonucleares posteriores). Afirmó además que su invención puso fin al estancamiento en el cumplimiento de la especificación para la Red Beard, y que tuvo que superar la "oposición seria" contra los científicos de alto nivel cuyo trabajo incluía el informe para su invención. Su reclamación fue denegada debido a que, como "ingeniero jefe", estaba dentro del ámbito de sus funciones.